# Heinz Vossen (Tischtennisspieler)
Heinz Vossen war ein deutscher Tischtennisspieler. Er wurde bei der Deutschen Meisterschaft 1946 Zweiter im Mixed.

## Werdegang
Heinz Vossen spielte zusammen mit seinem Bruder Toni (gefallen im Zweiten Weltkrieg) mindestens seit dem Jahr 1934 beim Verein PPC Blau-Weiß Düsseldorf (später PPC Blau-Weiß Oberkassel und TTC Oberkassel). 1936 erreichte er das Endspiel der Gaumeisterschaft im Gau 10 (Niederrhein). Bereits 1931 wurde er Westdeutscher Meister.
In den 1930er und 1940er Jahren war er häufig auf Deutschen Meisterschaften vertreten. Hier erzielte er seine größten Erfolge im Mixed mit Hilde Bussmann. 1946/47 erreichten sie das Endspiel, 1948 holten sie Bronze.